# Секрети (фільм)
«Секрети» (англ. Secrets) — вестерн 1933 року. Остання картина канадської акторки, режисерки, сценаристки та продюсерки Мері Пікфорд.

## Сюжет
Події фільму починають розгортатися в 1860-х. Магнат Вільям Марлоу збирається віддати свою примхливу дочку Мері у шлюб з лордом Герлі, але вона закохується в Джона Карлтона, одного з його працівників. Перехопивши їх любовні листи, Марлоу звільняє Карлтона і продовжує нав'язувати дочці шлюб із Герлі. Тоді Мері приймає рішення втікати з коханим. У ніч втечі вони одружуються і відбувають разом з іншими першопроходцями на Захід.

## У ролях
- Мері Пікфорд
- Леслі Говард
- Етель Клейтон — Одрі Карлтон